# 陳文祈
陳文祈，台灣人，日本東京工業大學研究所和長崗技術科學大學碩士，曾任財團法人工業技術研究院材料專案計畫經理、生醫材料專案計畫經理、化工研究所生態專案計畫經理、台灣生態炭產業發展協會秘書長。因為將竹炭技術引進台灣，又致力於竹炭業的發展，而有「臺灣竹炭發展之父」之稱。

## 事業
陳文祈求學於日本東京工業大學研究所，取得碩士學位後，於1991年返回台灣，任職於工研院，致力於綠建築建材的研究，當時台灣的綠建築建材多來自進口，陳文祈為了找尋台灣本土的綠建築建材，開始接觸到竹子。
1999年任職於工研院期間，由日本帶回竹炭後，和同事開始研究竹炭和燒炭的方法。同時加入日本炭素學會，認識了日本竹炭界的重要人士，日本竹炭之父鳥羽曙。為了將日本的竹炭技術和經驗帶入台灣，陳文祈寫了三封信給鳥羽曙先生，還親自登門拜訪，最後鳥羽曙先生被陳文祈的誠心打動，同意收他為弟子，並訪台教授竹炭知識。
陳文祈觀察到苗栗三灣鄉的土質黏性高，與團隊選定苗栗三灣，建立台灣第一個竹炭基地，在鳥羽曙的監督之下，試驗建造土窯，預期在一個月內燒出第一爐竹炭。
2001年10月，陳文祈在溪頭的精緻竹產業研討會上受到農委會官員關注。在農委會林業處技正黃妙修的協助之下，於2003年申請到九二一震災重建費用作為經費，讓陳文祈繼續投入竹炭的研究。這筆經費有六千萬，計畫時間為兩年，目標為五項竹炭生產設備與34項竹炭衍生之民生或科技原料及產品。
在研究造窯和燒炭技術的同時，陳文祈與黃妙修共同進行宣傳和推廣計畫，2002年9月在南投中興新村舉行的921三週年紀念系列活動，安排了「景觀、藝術、文化竹」的展覽，讓第一批台灣自製竹炭面世。
黃妙修挑選南投竹山的瑞竹合作社和嘉義大埔的大埔竹炭合作社為首先輔導對象，合格者並授予農委會的認證。為了確定農民是否確實執行農委會的技術方法，陳文祈常常夜訪農民的炭窯，親自證實農民執行的進度。之後陳文祈與國立中興大學劉正字教授合作，設立了竹炭品質認證標準，也是全世界第一套的竹炭認證，此認證於 2003年納入CAS國家認證標準。在陳文祈的輔導協助之下，台灣百和工業股份有限公司以竹炭纖維為主要開發產品，2003年並在工研院的竹炭纖維產品發表會上，發表各類竹炭製服飾和可避開紅外線偵測儀的夜間隱形衣，並成立LaCoya品牌。另一個輔導對象南投魚池鄉的澀水竹炭工作室，突破燒炭技術，用竹子燒出竹炭杯。
為了避免生態資源的浪費，陳文祈更將漂流木以燒炭技術加工，不但解決漂流木問題，還可以利用生態炭產品來改善環境汙染。
2005年在日本愛知博覽會「以炭及微生物拯救地球高峰論壇」中以日文發表台灣竹炭業經驗。